# خالد فيصل
خالد فيصل (مواليد 10 فبراير 2000 في البحرين) هو لاعب كرة قدم بحريني يجيد اللعب في مركز الوسط المحوري. يلعب حاليا لصالح النجمة الذي ينافس في الدوري البحريني الممتاز منذ 2018.